# シテス スペクトラ M4
1983年に発表されたイタリア・シテス開発の短機関銃。スペクトラ(Spectre)は「亡霊」の意味。護身用や特殊部隊の近接戦闘用として、携帯性と取り回しの良いコンパクトSMGとして開発され、数々の新機軸を盛り込んでいる。
大きな特徴はダブルカラムマガジンならぬクアッドカラムマガジン。マガジンの下の部分では弾薬が横に4列に並んでおり、これによって短くコンパクトながら、P90と同じ50発装填可能な容量の多いマガジンを作ることができた。スペクトラ M4の全長はミニウージーとほぼ同じだが、比べてみると縦方向のサイズがかなり小さめで、クアッドカラムマガジンの効果がうかがえる。
ストックはフレーム上部に収納し上からターンさせて展開する構造になっている。
また前後二つに分けられたボルトも特徴的である。
後半部分がハンマーの代わりになってファイアリングピン(撃針)を組み込んだ前半部を叩き、弾を撃発・発射する。そのため、シンプルなストレートブローバックでありながらクローズドボルトで作動し、命中精度の面で他のSMGより有利となっている。
これら新機軸を組み込んだスペクトラM4だったが、イタリアやスイス、フランスなどの一部ヨーロッパの特殊部隊に使用されたのみで、大々的に採用されることはなかった。
現在ではスイスのB&T(ブルッガー&トーメ)にて本銃をベースとしたKH9が販売されている。